# Élection gouvernorale de 2024 en Caroline du Nord
L'élection gouvernorale de 2024 en Caroline du Nord a lieu le 5 novembre 2024 afin d'élire le gouverneur de l'État américain de Caroline du Nord.
Le gouverneur sortant démocrate Roy Cooper ne peut pas se représenter. Le procureur général démocrate Josh Stein est élu pour lui succéder.

## Contexte
Le gouverneur sortant, le démocrate Roy Cooper, élu en 2016 et réélu en 2020 ne peut constitutionnellement pas se représenter, après deux mandats accomplis.
Le candidat républicain, le lieutenant-gouverneur sortant Mark Robinson fit la controverse en raison de ses nombreuses déclarations polémiques.

## Système électoral
Le gouverneur de Caroline du Nord est élu pour un mandat de quatre ans au scrutin uninominal majoritaire à un tour.

## Primaire démocrate

### Candidats
- Cherelle Booker, conseillère municipale de Tyro
- Gary Foxx, ancien chef de la police de Princeville
- Michael R. Morgan, ancien membre de la Cour suprême de Caroline du Nord
- Josh Stein, procureur général de Caroline du Nord
- Marcus Williams, avocat

### Résultats
| Candidat | Candidat          | Voix    | %     |  |
| -------- | ----------------- | ------- | ----- |  |
|          | Josh Stein        | 476 448 | 69,64 |  |
|          | Michael R. Morgan | 97 908  | 14,31 |  |
|          | Cherelle Booker   | 45 695  | 6,68  |  |
|          | Marcus Williams   | 38 996  | 5,70  |  |
|          | Gary Foxx         | 25 100  | 3,67  |  |
|          |                   |         |       |  |
| Total    | Total             | 684 147 | 100   |  |

## Primaire républicaine

### Candidats
- Dale Folwell, trésorier de Caroline du Nord
- Bill Graham, avocat
- Mark Robinson, lieutenant-gouverneur de Caroline du Nord

### Résultats
| Candidat | Candidat      | Voix      | %     |  |
| -------- | ------------- | --------- | ----- |  |
|          | Mark Robinson | 663 917   | 64,85 |  |
|          | Dale Folwell  | 196 108   | 19,16 |  |
|          | Bill Graham   | 163 757   | 15,99 |  |
|          |               |           |       |  |
| Total    | Total         | 1 023 782 | 100   |  |

## Autres partis et candidats
- Mike Ross (Parti libertarien)
- Wayne Turner (Parti vert)
- Vinny Smith (Parti de la Constitution)

## Résultats
| Candidat                 | Candidat      | Parti        | Voix      | %     |
| ------------------------ | ------------- | ------------ | --------- | ----- |
|                          | Josh Stein    | Démocrate    | 3 041 149 | 54,80 |
|                          | Mike Robinson | Républicain  | 2 226 767 | 40,20 |
|                          | Mike Ross     | Libertarien  | 174 539   | 3,10  |
|                          | Wayne Turner  | Vert         | 54 095    | 1,00  |
|                          | Vinny Smith   | Constitution | 48 761    | 0,90  |
|                          |               |              |           |       |
| Votes valides            |               |              |           |       |
| Votes blancs et nuls     |               |              |           |       |
| Total                    | Total         | Total        |           | 100   |
| Abstention               |               |              |           |       |
| Inscrits / participation |               |              |           |       |